# 東斯旺齊 (新罕布什爾州)
東斯旺齊（英語：East Swanzey）是位於美國新罕布什爾州切希爾縣的非建制地區。

## 地理
東斯旺齊所處的海拔為高於海平面170米（即558英呎），而該地所採用的時區為UTC-5，即北美东部时区（EST）。同時該地設有夏令時間，為UTC-5調快一小時，即UTC-4（EDT）。